# Almudena Puyo
Almudena Puyo (Málaga, 27 de septiembre de 1991) es una personalidad de la actuación, que debutó en la serie de televisión Con el culo al aire, donde interpreta a Rebeca «La Rebe».

## Filmografía

### Cine
| año  | título | papel     | notas |
| ---- | ------ | --------- | ----- |
| 2015 | Hablar | Angustias |       |

### Televisión
| año  | título              | papel            | notas        |
| ---- | ------------------- | ---------------- | ------------ |
| 2014 | Con el culo al aire | Rebeca «La Rebe» | 13 episodios |
| 2016 | En prácticas        | Julia            | 1 episodio   |
| 2019 | Malaka              | Susi             | 1 episodio   |
| 2021 | La reina del pueblo | Marcelina        | 6 episodios  |